# 송백헌
송백헌(宋百憲, 1935년 9월 1일~2021년 1월 9일)은 대한민국의 문학박사 출신의 문학 평론가 겸 대학 교수(국어 국문학 담당)이고, 이른바 「대전학(大田學)」의 개척자로 일컬어지는, 한국 문학 교육인이다. 일제 강점기 시대 충북 영동 심천면 초강리 출생.
시문학과 전기 공학에도 각각 일가견이 있었으며, 본관은 은진(恩津)이요, 호(號)는 초강(草江)이다.

## 생애

### 관향과 아호, 그리고 어린 시절
그의 본관(관향)은 은진(恩津)이고, 아호(雅號)는 초강(草江)이며, 조선 시대의 대유(大儒, 큰선비)라 일컬어지는, 우암(尤庵) 송시열(宋時烈)의 직계 10대 후손이다. 충청북도 영동군 심천면 초강리에서 출생하였고, 지난날 한때 충북 옥천에서 잠시 유아기를 보낸 적이 있는 그는, 이후 충남 대전에서 성장하여, 그 후 별세하기 직전까지 일평생토록 대전에서 살고 있었다.

### 문학 활동
비단강(금강)가에서 어린 시절을 보내면서 자연스럽게 문학적 정서가 싹텄으나 부모님들의 뜻에 따라 중등학교를 실업학교에 진학하면서 시문학에의 꿈을 잠시 접을 수밖에는 없었다. 하지만 철이 들면서 적성에 맞는 학과를 찾아 사범대학 국어교육과에 진학을 하면서 훌륭하신 교수님들 밑에서 국어학과 고전문학과 현대문학, 철학, 역사와 심리학 등을 모두 직간접적으로 두루 섭렵함으로써, 문학적 기초를 다져나가면서 학문의 연구방법론을 터득하였다.
대학 졸업 후 충청남도 도내 및 대전시 시내에서 고등학교 교사로 재직하는 10년 동안 졸업반을 담당함으로써 많은 제자들을 길렀으나, 한때 문학 관련에서의 길이 점차 멀어지는 슬럼프에 빠지기도 하였다. 재직 중 다시 용기를 내어 1967년 「현대문학」지에 조연현 교수의 추천으로 평론가로 등단하고 대학교에 진출하여 비평론, 소설론, 수필론 등을 강의하였다. 그 과정에서 다시 대학원에 진학하여 백철 교수의 지도로 문학석사, 전광용 교수의 지도로 문학박사 학위를 받았다.
이후 자신이 재직하고 있는 충남대학교에서도 대학원 지도는 물론 경향 각지의 대학원에서 80여 명에 이르는 문학박사를 심사 및 배출하였다.
한편 문단 활동도 활발히 하여 많은 연구 논문과 비평문을 발표하여 1980년 제1회 대전직할시(지금의 대전광역시) 문화상(문학 부문)을 수상하고, 이어 〈한성기 문학상〉을 수상하기도 하였다. 그동안 간행된 업적으로는 평론집을 비롯한 수필집 등 30권에 이르고 있다.
2001년 6월, 한국문인총연합회가 창립되면서 초대 회장으로 15년간 재임하면서 회지 「문학시대」를 창간하였다. 2016년 6월 현재 「문학시대」(계간)는 45호에 이른다.
그는 충남대학교 교육대학원 국어교육학과·동교 일반대학원 국어국문학과 주임교수 등을 지내면서, 그 오랜 동안 길러낸 문인들(문하생 및 제자들) 중에서도 시인 출신의 대학 교수 도종환(현재 국회의원), 최문자 ․ 손종호 시인, 정효구 ․ 정순진 등의 평론가와 김현종 소설가 등의 제자들이 있다.
1990년대 초반에는 문교부·교육부 검인정 교과서 『문학』의 저자(공저)로 활약하였는데 이후 지방사(地方史)와 문중사(門中史)에도 관심을 집중하여, 객관적으로도 건전한 지역학(地域學)으로 일컬어지는, 이른바 「대전학(大田學)」의 개척자로 그와 관련된 서적과 문중 관련 서적 20여권을 간행(발행)하고 있다.
따라서 그는 대전-충남-충북-세종-호서 지역의 원로 문인 등으로 활동하는 한편, 충남대학교 명예교수로 있으면서, 대전광역시 시사편찬위원회 연구위원(계약직 가급 공무원)으로 직무하기도 했다.

### 학력
- 1951년 3월~1954년 3월 : 충남대전공업고등학교 졸업
- 1954년 3월~1958년 2월 : 경북대학교 국어교육학과 학사
- 1969년 2월~1970년 8월 : 충북대학교 대학원 전기공학과 공학 석사 수료
- 1971년 2월~1972년 8월 : 중앙대학교 대학원 국어국문학과[1] 문학 석사
- 1977년 2월~1983년 2월 : 단국대학교 대학원 국어국문학과[2] 문학박사

### 경력
- 1958.03. - 1968.03. : 충남 논산 강경상고·충남 대전사범학교·충남고·대전고 국어 교사
- 1968.03. - 1973.02. : 대전공업고등전문학교 전기학과 부교수
- 1973.02. - 1980.08. : 충북대학교 사범대학 국어교육학과 조교수
- 1980.08. - 2000.02.29. : 충남대학교 문과대학 국어국문학과 교수
- 2000.02.29. - 2021.01.08. : 충남대학교 국어국문학과 명예교수
- 2008.02.09. - 2016.06.03. : 대전광역시시사편찬위원회 연구위원(시간제 계약직 가급 공무원)

## 저서
- 《진실과 허구》 (민음사)
- 《우리 문학과 그 현장》 (국학자료원)
- 《한국근대역사소설연구》 (삼지원)
- 《서포 가문 행장》 (형설출판사)
- 《계용묵 문학 작품집》 (형설출판사)
- 《한국문학사조론》 (새문사; 새문학문화사. 공저)
- 《그곳이 차마 꿈엔들 잊힐리야》 (충북 옥천군, 공저)
- 《행복은 별자리에서 떨어지지 않는다》 (청동거울)
- 《유니버시티와 멀티버시티》 (충남대 출판부)
- 《고등학교 검인정 교과서 문학》 (문교부)
- 《천년 고을 회덕 이야기》 (대전 대덕문화원)
- 《선비 고을 유성 이야기》 (대전 유성문화원)
- 《은진 송씨 세적사》 (은진 송씨 대종회)
- 《은진 송씨 우암문정공파 세적록》 (은진 송씨 송자 각하 종친회)
- 《광산 김씨 허주공파 세적록》 (광산 김씨 허주공파 종중 종친회)
- 《교주 해설 한글 송씨가전》 (은진 송씨 송자 각하 종친회) 등 30여 권

## 상훈
- 1988. 12. 30 서울올림픽 기장(대회장) 제020897호 체육부 장관
- 1989. 09. 17 제1회 대전광역시(직할시) 문화상(문학부문) 제3호 대전직할시장
- 1991. 05. 25 표창장(10년 근속) 제1684호 충남대학교 총장
- 1992. 05. 15 표창장(연공상) 제2926호 교육부 장관
- 1992. 05. 15 표창장(연공상) 제43557호 한국교원단체 총연합회 회장
- 2000. 05. 31 표창장(대전광역시 행정서비스헌장 제도개선을 위한 공로) 제375호 행정자치부 장관
- 2001. 02. 20 황조근정훈장 제 003510호 대통령
- 2011. 12. 30 표창장 대전광역시장

## 문학상 운영위원장 경력
- 2002. 11. 08 한성기문학상 운영위원회 위원장

## 같이 보기
- 원종린
- 김희수
- 김우종
- 손기섭
- 박경석
- 박헌오
- 백승탁